# Vườn quốc gia Mols Bjerge
Vườn quốc gia Mols Bjerge là một vườn quốc gia nằm trong khu vực Mols Bjerge (có nghĩa là "Dãy núi Mols") thuộc đô thị Syddjurs, Midtjylland, Đan Mạch. Được thành lập vào ngày 29 tháng 8 năm 2009, khu bảo tồn có diện tích 180 kilômét vuông (69 dặm vuông Anh). Các đồi Mols đạt độ cao 137 mét (449 ft) nằm ở trung tâm vườn quốc gia có diện tích khoảng 2.500 hecta. Hơn một nửa số loài thực vật hoang dã của Đan Mạch có thể được tìm thấy tại Mols Bjerge.

## Lịch sử
Đây là vườn quốc gia thứ hai được thành lập tại Đan Mạch được Bộ trưởng Bộ Môi trường Troels Lund Poulsen công bố vào ngày 17 tháng 1 năm 2008. Đề xuất thành lập vườn quốc gia này theo Sắc lệnh số 789 ngày 21 tháng 8 năm 2009 và nó chính thức được khánh thành vào ngày 29 tháng 8 cùng năm bởi Nữ hoàng Margrethe II của Đan Mạch.